# Телепаново
Телепаново (баш. Теләпән) — деревня в Илишевском районе Республики Башкортостан Российской Федерации. Входит в состав Итеевского сельсовета.

## География

### Географическое положение
Расстояние до:
- районного центра (Верхнеяркеево): 16 км,
- центра сельсовета (Итеево): 3 км,
- ближайшей ж/д станции (Буздяк): 123 км.

## Население
| 2002 | 2010 |
| ---- | ---- |
| 314  | ↘307 |

Национальный состав
Согласно переписи 2002 года, преобладающая национальность — башкиры (89 %).

## Религия
В деревне есть мечеть.